# Pardogryllacris dyak
Pardogryllacris dyak är en insektsart som först beskrevs av Griffini 1909.  Pardogryllacris dyak ingår i släktet Pardogryllacris och familjen Gryllacrididae.

## Underarter
Arten delas in i följande underarter:
- P. d. inquinata
- P. d. dyak